# Episodi di Due South - Due poliziotti a Chicago (quarta stagione)
La quarta stagione della serie televisiva Due South - Due poliziotti a Chicago è stata trasmessa in anteprima in Canada dalla CTV tra il 23 settembre 1998 e il 14 marzo 1999.
| nº | Titolo originale          | Titolo italiano | Prima TV Canada   | Prima TV Italia |
| -- | ------------------------- | --------------- | ----------------- | --------------- |
| 1  | Dr. Longball              |                 | 23 settembre 1998 |                 |
| 2  | Easy Money                |                 | 30 settembre 1998 |                 |
| 3  | The Ladies' Man           |                 | 21 ottobre 1998   |                 |
| 4  | Mojo Rising               |                 | 28 ottobre 1998   |                 |
| 5  | Dead Men Don't Throw Rice |                 | 4 novembre 1998   |                 |
| 6  | Odds                      |                 | 11 novembre 1998  |                 |
| 7  | Mountie Sings the Blues   |                 | 18 novembre 1998  |                 |
| 8  | Good for the Soul         |                 | 16 dicembre 1998  |                 |
| 9  | A Likely Story            |                 | 21 gennaio 1999   |                 |
| 10 | Say Amen                  |                 | 4 marzo 1999      |                 |
| 11 | Hunting Season            |                 | 11 marzo 1999     |                 |
| 12 | Call of the Wild (Part 1) |                 | 14 marzo 1999     |                 |
| 13 | Call of the Wild (Part 2) |                 | 14 marzo 1999     |                 |